# Saika Magoichi
Suzuki Magoichi (鈴木孫一、鈴木孫市?), más conocido como Saiga Magoichi o Saika Magoichi (雑賀孫一、雑賀孫市?), (1534?- May 2(?) 1589) es el nombre del líder de los rebeldes Saika, en el Japón feudal. Es famoso por armar a sus tropas con arcabuces y adoptar el Yatagarasu como su escudo de familia.
Había tres personas conocidas como Saika (o Suzuki) Magoichi: Suzuki Sadayu (铃木 佐 大夫, 1511-1585, el verdadero nombre es Suzuki Shigeoki (铃木 重 意)), Suzuki Shigetomo (铃木 重 朝, 1561-1623) y Shigehide Suzuki (铃木 重 秀, 1546 (?) -1586 (?)). 
Suzuki Shigehide es quizás el más conocido de los tres, famoso por apoyar la resistencia rebelde contra Oda Nobunaga durante la guerra Ishiyama Hongan-ji, en el periodo Sengoku. Después de la muerte de Torii Mototada durante la batalla de Sekigahara, se dice que vivió el resto de sus días como un ronin en el dominio de Mito.
- Datos: Q1191579